# Liste der Monuments historiques in Peille
Die Liste der Monuments historiques in Peille führt die Monuments historiques in der französischen Gemeinde Peille auf.

## Liste der Bauwerke
| Bezeichnung                         | Beschreibung | Standort        | Kennzeichnung | Schutzstatus | Datum | Bild           |
| ----------------------------------- | ------------ | --------------- | ------------- | ------------ | ----- | -------------- |
| Kirche Sainte-Marie-de-l’Assomption |              | La Torre (Lage) | PA00080812    | Inscrit      | 1925  | weitere Bilder |
| Place Lascaris                      |              | (Lage)          | PA00080813    | Inscrit      | 1942  | weitere Bilder |

## Liste der Objekte
Zum Verständnis siehe: Kirchenausstattung
- Monuments historiques (Objekte) in Peille in der Base Palissy des französischen Kultusministeriums